# Revell
Die Revell GmbH mit Sitz im nordrhein-westfälischen Bünde ist ein deutsches Unternehmen, das Plastikmodellbausätze, Fertigmodelle und Zubehör produziert.
Das Unternehmen löste sich 2006 von der ursprünglichen Mutterfirma Revell-Monogram aus den USA, wurde im Februar 2012 von dem US-Konzern Hobbico übernommen und 2018 an Quantum Capital Partners (QCP) in München weiterverkauft. 2019 erwarb QCP die Marken Carrera, Pustefix, Schildkröt und gründete die Revell Carrera. Revell ist in ihrer Sparte in Deutschland Marktführer mit mehr als 77 % (2014) Marktanteil.

## Firmengeschichte

### Erste Jahre der Muttergesellschaft
Lewis H. Glaser, geboren 1917 in New York, arbeitete seit 1934 in einem Radio-Reparaturladen in Los Angeles im US-Bundesstaat Kalifornien und übernahm das Geschäft 1938 für 100 $ vom Vorbesitzer. 1941 kaufte Glaser Werkzeuge zur Kunststoffverarbeitung und begann unter dem Namen „Precision Specialities“ verschiedenste Kunststoffprodukte anzubieten. 1942 gründete Glaser gemeinsam mit Jacque Fresco die Revell Plastics Company. 1943 brachte er ein Kosmetikprodukt namens „Lady’s Cosmetic Compact“ auf den Markt und übernahm dann den von einem Angestellten in einem Namenswettbewerb vorgeschlagenen Namen „Revell“ hierfür. Der Vorschlag leitet sich vom französischen „reveil“ (Erwachen) ab und lehnte sich an den bekannten Kosmetikhersteller „Revlon“ an. Nach dem Krieg wurden unter diesem Namen insbesondere Plastikfiguren und Plastikmodelle von Autos gefertigt. Das Unternehmen war inzwischen in den Vorort Venice umgezogen. Umgekehrt ist der Name „Heller“ des bekannten französischen Revell-Konkurrenten bewusst an die Bestandteile des Wortes „Revell“ angelehnt als Kunstwort erdacht worden.

### Einstieg in den Plastikmodellbau
Seit 1947 fertigte Revell Automodelle aus Kunststoff, die zwar aus einer Reihe separat gegossener Teile bestanden, aber ab Werk montiert wurden und als Fertigmodelle den Kunden erreichten. 1951 wurde Glaser auf die Idee gebracht, die vorhandenen Automodelle auch in noch nicht zusammengebautem Zustand, also als Bausatz, anzubieten. Glaser war skeptisch und fragte sich, warum jemand etwas kaufen wolle, das nicht zusammengebaut war. Als jedoch die Kaufhauskette Woolworth’s anbot, die Bausätze ins Sortiment zu nehmen, stimmte Glaser zu und brachte die „REVELL Highway Pioneers“ im August 1951 erfolgreich auf den Markt. Damit hatten Glaser und Revell maßgeblich die Tür für den Plastikmodellbau als Breitenhobby geöffnet. Das Basteln von Plastikbausätzen („Kits“) wurde in den folgenden Jahrzehnten eine der führenden Freizeitbeschäftigungen in den USA und später auch in Westeuropa.
Im Sommer 1953 folgte der erste „Authentic Kit“ mit dem Anspruch, ein Vorbild historisch detailgetreu nachzubilden. Es handelte sich um den Bausatz H-301 nach dem Vorbild des Schlachtschiffes Missouri, auf dem 1945 die japanische Kapitulation unterzeichnet worden war. Der Bausatz ist als eines der meistverkauften Revell-Modelle in leicht veränderter Form bis heute in Produktion. Als erstes Flugzeugmodell folgte unter der Nummer H-201 eine Lockheed F-94C Starfire. Das Sortiment wuchs schnell an, und auch dank der ansprechenden Deckelbilder der Bausatzverpackungen durch Künstler wie Andrew Scott Eidson, Richard Kishady oder später ganz maßgeblich Jack Leynnwood, der für REVELL eine ähnliche Schlüsselrolle in den Illustrationen hatte wie Roy Cross für AIRFIX oder Ray Gaedke für LINDBERG. Diese alten Packungen mit ihrer unverwechselbaren „boxart“ sind heute Sammlerobjekte, für die es publizierte Sammlerpreislisten gibt.

### Tochterunternehmen
1956 entstand in einem alten Tabakladen im Privathaus von Heinz-Georg Schöneberg im westfälischen Bünde die deutsche Revell-Niederlassung als Revell Plastics GmbH, geleitet von Schöneberg als erstem Geschäftsführer. Mit staatlichen deutschen Fördermitteln entstand hier auch bald eine eigene Produktion, die die in den USA gefertigten Spritzgussformen verwendete. Parallel war auch REVELL Great Britain, Ltd. in England entstanden, zunächst in West London, dann mit eigener Produktion und auch eigener Modellentwicklung in Potters Bar in Hertfordshire.
Der deutsche Markt verlangte mehr als der anglo-amerikanische Bereich nach präzisen historischen Bausätzen und weniger nach Spielmodellen, und die entsprechenden Revell-Angebote führten dazu, dass die Gewinne in Europa bald diejenigen im amerikanischen Heimatmarkt überholten. Der Umsatz in Europa lag immer noch bei nur 20 Prozent des Konzernumsatzes, wenn auch mit stetig steigender Tendenz. In Japan gründete Revell keine Tochterfirma, sondern arbeitete mit einheimischen Generalhändlern zusammen, zunächst mit Marusan, später mit Gunze Sangyo, schließlich mit Takara.

### Höhepunkt des Plastikmodellbaus
Die nächste Entwicklungsstufe waren Modelle in einheitlichem Maßstab, wobei sich für Flugzeuge unter dem maßgeblichen Einfluss des britischen Konkurrenten Airfix insbesondere der Maßstab 1:72 etablierte (1 Zoll im Modell sind 6 Fuß am Original). Die „neue“ H-201, ein Modell des Weltkriegbombers Boeing B-17F Flying Fortress, eröffnete diese Serie. Auch dieses Modell ist bis heute erhältlich und erinnert mit seinen zahlreichen beweglichen Teilen an die Herkunft aus der Spieldarstellung – bei gleichzeitig genauer Nachbildung des Originals.
Anfang der 1970er-Jahre erreichte die Popularität des Plastikmodellbaus und damit der Umsatz von Revell einen Höhepunkt. Das Bausatzprogramm war entsprechend umfangreich. Revell war der Weltmarktführer, auch wenn inzwischen zahlreiche andere Hersteller erfolgreich in diesem Markt etabliert waren, wie insbesondere Airfix aus England, Heller aus Frankreich sowie Tamiya und Hasegawa aus Japan. 1976 erreichte der Umsatz mit Plastikmodellbauprodukten bei Revell seinen danach in inflationsbereinigten Zahlen nie mehr erreichten Höchststand (34 Millionen Dollar nach Wert 1976). Lew Glaser erlebte diesen Höhepunkt der Geschichte seines Unternehmens selbst nicht mehr. Er war 1969 an Krebs erkrankt; und 1970 übernahm seine Frau Royle Glaser die operative Leitung von Revell. Lewis Glaser starb am 12. September 1972.
Auch die Revell GmbH in Deutschland wuchs. 4000 Verkaufsstellen in der Bundesrepublik wurden beliefert. Schon im September 1970 war das neue, 15.000 m² große Firmengebäude in Bünde bezogen worden. Und inzwischen begann in Deutschland auch die Entwicklung eigener Modelle. 1971 entstand die erste eigene Bausatzentwicklung in Deutschland, das Motorrad BMW R75/5 im Maßstab 1:8. Revell Deutschland übernahm zugleich die Betreuung der kontinentaleuropäischen Nachbarn – so kamen etwa die französischen Revell-Kataloge ebenfalls aus Bünde. 450 Bausätze waren zu dieser Zeit im Sortiment.
Ende der 1970er-Jahre gingen die Umsätze im Plastikmodellbau weltweit zurück; zugleich wuchsen Zahl und Bedeutung der Konkurrenzunternehmen, insbesondere aus Japan. Zwar konnte Revell noch einige Konkurrenten aufkaufen, doch die Schwierigkeiten nahmen zu. 1979 sah sich Royle Glaser zum Verkauf des Konzerns an einen französischen Investor gezwungen. Sie selbst verließ das Revell-Management 1982. 1986 übernahm ein Investor aus New York Revell, der auch einen der bekanntesten Konkurrenten kaufte, nämlich Monogram aus Illinois, gegründet 1945 von Jack Besser in Chicago. Seitdem firmiert das Unternehmen als Revell-Monogram. Weitere Eigentümerwechsel folgten.
In den 1990er-Jahren erholte sich der Modellbaumarkt wieder, wenn auch nicht mehr auf den Stand der frühen 1970er-Jahre. 1995 erreichte die deutsche Tochtergesellschaft die Anzahl von fünf Millionen verkaufter Bausätze.

### Modelleisenbahn
Schon in den 1950er-Jahren wurden auch Bausätze für die Modelleisenbahn der Nenngröße H0 hergestellt. Es gab in den USA das komplette Angebot an Schienen, Fahrzeugen, Häusern und Zubehör.
In Europa gab es Bausätze für Lokomotiven, Bahnbauten und Gebäude, hauptsächlich aus dem englischen und norddeutschen Raum. Bei diesen Modellen handelte  es sich meistens nicht um Eigenentwicklungen, sondern sie wurden von anderen Herstellern zugekauft, so stammten die Gebäude-Bausätze von der dänischen Firma Heljan. Die Produktion der Gebäude wurde eingestellt, einige Dampflokmodelle ohne Motor sind noch heute im Handel zu finden. Ein bekannter Bausatz ist die UP-Klasse 4000 „Big Boy“ (Modellbausatz 02165).
Ab 1986 vertrieb Revell auch zur H0-Modellbahn passende Modellautos im Maßstab 1:87 von Model International unter dem Namen Revell-Praliné. Nachdem der Vertrieb durch Revell in den frühen 1990er Jahren geendet hatte, wurden diese Modelle zunächst nur noch unter dem Namen Praliné angeboten. Nachdem Praliné 1994 von Busch übernommen wurde, finden sich einige Praliné-Modelle bis heute im Programm von Busch.

## Gegenwart

U-Boot U 99 als Revell-Modell, das Boot von Kapitänleutnant Otto Kretschmer

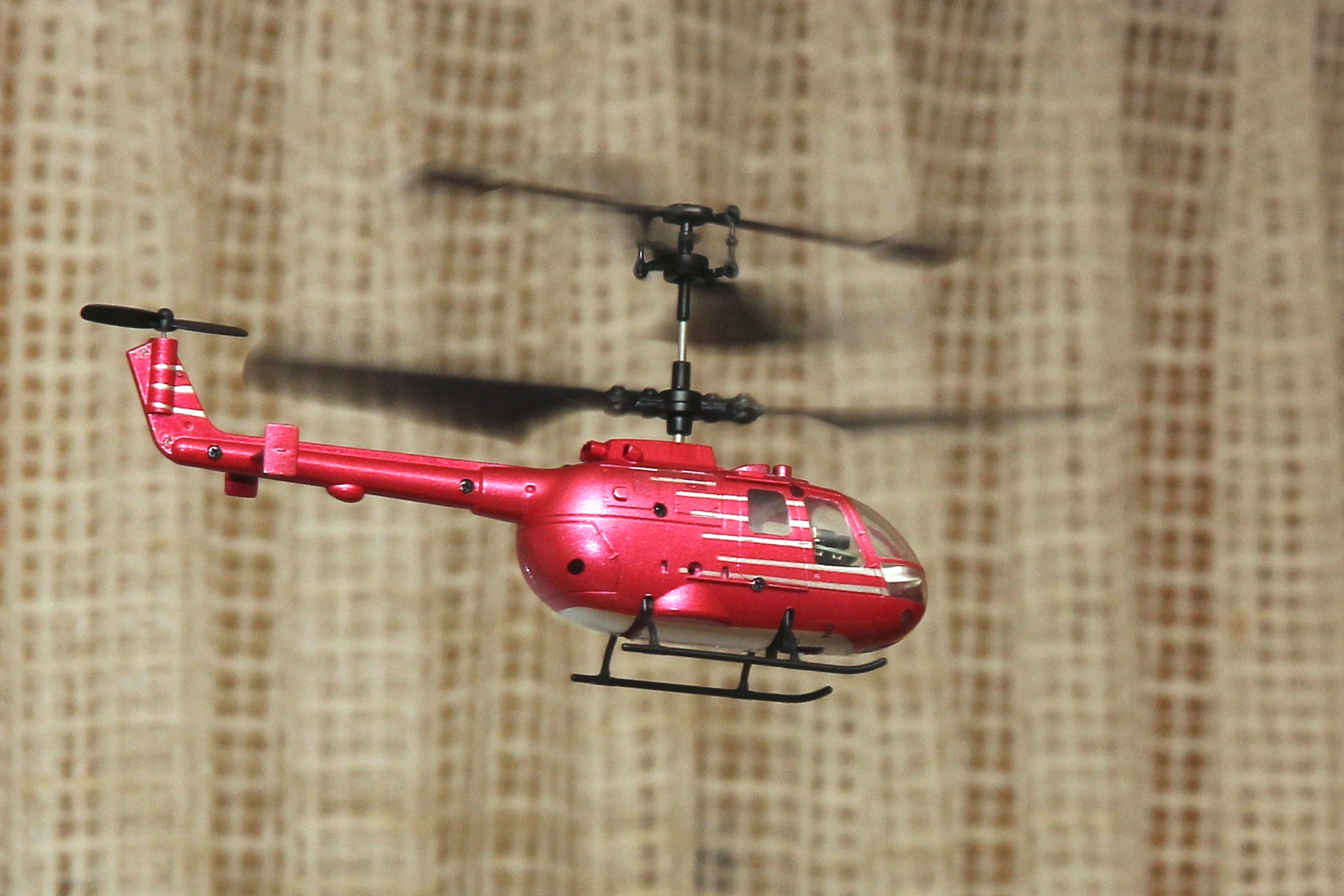
Revell-Micro-Helikopter zum Spielen in Innenräumen, Rotordurchmesser 14 cm

Die deutsche Revell-Tochter wurde zeitweise Aktiengesellschaft, firmiert aber inzwischen als GmbH & Co. KG. 2006 trennte sie sich von der amerikanischen Muttergesellschaft und wurde selbstständig, obgleich beide Unternehmen weiterhin eng zusammenarbeiteten. Im Februar 2012 wurde Revell Deutschland von dem US-Konzern Hobbico übernommen, der 2007 bereits das US-Unternehmen Revell Inc. eingegliedert hatte. Geschäftsführer der deutschen Revell GmbH & Co. KG blieb Hans-Ulrich Remfert.
Nachdem im ersten Jahrzehnt ab dem Jahr 2000 die Umsätze gegen den Markttrend zurückgingen (von 46,4 Millionen Euro im Jahr 2005 auf ca. 36,8 Millionen Euro im Jahr 2013), konnte man diesen Trend 2014 umkehren und ein Umsatzplus auf 45,4 Millionen Euro verzeichnen. Revell ist mit 77 Prozent Marktanteil (Stand 2014) der Marktführer im Plastikmodellbau in Deutschland; stark zum Umsatz tragen mittlerweile Lizenzprodukte, u. a. von Star-Wars-Artikeln, aber auch ferngesteuerte Modelle bei. Seit langem werden auch in Deutschland Modelle selbständig entwickelt. Die Produktion wurde aus Deutschland nach Osteuropa und Asien verlagert. Die englische Tochtergesellschaft von Revell existiert bereits seit Anfang der 1990er Jahre nicht mehr. Seinerzeit waren die europäischen Aktivitäten in Deutschland zusammengefasst worden.
Das Revell-Sortiment umfasst Bausätze nach den verschiedensten Vorbildern (vor allem Flugzeuge, Schiffe, Fahrzeuge) sowie Fertigmodelle und verschiedene andere Spielwaren. Das breite Sortiment im Plastikmodellbau kann Revell unter anderem dadurch gewährleisten, dass das Unternehmen Bausatzformen mit anderen Herstellern austauscht (u. a. Italeri, Hasegawa, Zvezda) bzw. deren Formen aufgekauft hat (Matchbox). Spitzenreiter im Absatz mit jeweils mehreren 100.000 verkauften Exemplare aller Bausatzvarianten sind nach Angaben von Revell bei den Flugzeugen der legendäre Fokker-Dreidecker des Ersten Weltkrieges, und bei den Schiffen der Luxusliner Titanic und das Schlachtschiff Bismarck.
Revell wurde 2016 an Quantum Capital Partners (QCP) in München weiterverkauft. Zum 1. Juli 2019 hat QCP die Stadlbauer Marketing und Vertrieb GmbH (mit den Marken Carrera, Pustefix, Schildkröt) aus Puch bei Hallein (A) erworben und die Revell Carrera GmbH gegründet. Der Gesamtumsatz aller vier Marken beträgt laut QCP-Verlautbarung ca. 130 Millionen Euro. Geschäftsführer ist Stefan Krings.

## Trivia
Das hochdetaillierte Revell-Modell des Forschungsschiffs Calypso des bekannten französischen Meeresforschers Jacques-Yves Cousteau geht auf die enge Bekanntschaft von Royle Glaser mit dessen Sohn Phillipe zurück. Auch dessen umgebautes Catalina-Flugboot kam im Maßstab 1 : 72 ins Modellprogramm. Nachdem Phillipe Cousteau 1979 in diesem Flugzeug tödlich verunglückt war, verschwand das Flugboot aus dem Revell-Programm und ist heute – wie der Calypso-Bausatz – eine gesuchte Rarität.
1969 bis 1972 übernahm Revell GmbH den Vertrieb des dänischen Holzkonstruktionsspielzeugs BILOfix.
2003 brachte Revell einen Plastikbausatz des aus den Werner-Comics bekannten Motorrads Red Porsche Killer heraus, der aber wegen eines Einspruchs von Porsche unter der Bezeichnung Red XXXXXXX Killer in die Läden kam.

## Kritik
2018 zog Revell ein Modell einer Reichsflugscheibe nach kurzer Zeit vom Markt zurück, nachdem dieses Modell als Geschichtsverfälschung und Verbreitung von esoterischen und rechtsextremen Verschwörungstheorien kritisiert wurde. Neben der Fragwürdigkeit des Modells an sich wurde auch die falsche und irreführende Produktbeschreibung kritisiert, die behauptete, dass es sich um das „erste weltraumfähige Objekt der Welt“ handele und dass 1943 erstmals „flugfähige Exemplare“ gestartet seien, obwohl dieses Objekt tatsächlich nie existierte.

## Marken

### epixx
Zwischen 2006 und 2007 wurde die Marke, zeitgleich mit Mystrix, eingeführt. Unter dem Namen epixx, auch Revell-epixx, werden Plastikfertigfiguren wie Ritter und Piraten vertrieben. Die Figuren sind detailliert modelliert und haben individuelle, meist bürgerliche Namen. Auch gibt es Zubehör zu den einzelnen Figuren, wie Nutztiere oder Belagerungsmaschinen. Daneben produziert epixx auch Actionfiguren aus der Zeichentrickserie Dragon Hunters – Die Drachenjäger, die 2006 zu den beliebtesten Spielzeugen gehörten.

### Mystrix
Unter der Marke Mystrix veröffentlicht Revell seit 2007 Produkte rund um die Zauberei, Tricksets mit Videoanleitung.